# Торговый авианосец
Торго́вый авиано́сец (англ. merchant aircraft carrier) — переоборудованное торговое судно в ВМФ Великобритании и Нидерландов времён Второй мировой войны (обычно балкер или танкер), оснащённое лётной палубой, надстройкой-островом, несущее авиагруппу, но ходящее под торговым флагом и способное осуществлять перевозку грузов. Торговые авианосцы несли всего несколько (3-4) самолётов устаревших конструкций. Взлёт и посадка были крайне затруднены, в связи с чем лётчики нередко просто покидали самолёт после боевого вылета, сажая его на воду близ судна, несмотря на то, что лётный состав тщательно отбирался. Применялись до начала строительства эскортных авианосцев для борьбы с подводными лодками и самолётами люфтваффе. Переоборудованы в относительно небольшом количестве.

## Торговые авианосцы Британии
Торговые авианосцы делились на две группы: CAM (catapult aircraft merchant (ship)) и МАС (merchant aircraft carrier).
Первые представляли собой просто грузовые корабли, на которых монтировалась катапульта с самолётом устаревшей схемы. Посадка на корабль не предполагалась, летчик приводнялся и покидал самолёт. Данная концепция предполагала использование истребителя для перехватов самолётов-разведчиков и летящих без сопровождения германских бомбардировщиков. Всего пилотами CAM было совершено 9 боевых вылетов, в ходе которых были перехвачены 7 Fw-200, 4 He-111. Всего было построено 27 кораблей типа CAM, 10 из них были потоплены. Все уцелевшие были сняты с вооружения в 1943 году.
Вторые являлись кораблями с надстроенной поверх корпуса полетной палубой без ангара и могли принимать самолёты после вылета. Задачи оставались теми же. Корабли данных классов в составе ВМФ не служили и считались частью торгового флота. В связи с этим адмиралтейство не афишировало их существование и деятельность, опасаясь легальных последствий и репрессий по отношению к попавшим в плен членам команды, которые могли быть отнесены к «вольным стрелкам».
В качестве торговых авианосцев использовались только балкеры типа Empire и танкеры типа Empire и Rapana.

## Транспорты-авианосцы Японии
В ВМФ Японии были несколько сходные по классу «эскортные авианосцы армии», представлявшие собой танкеры, оснащенные летной палубой для обеспечения воздушного прикрытия. Эти корабли строились японской армией в попытке решить проблему снабжения армейских удаленных гарнизонов (из-за постоянных разногласий с флотом). В отличие от английских, эти корабли зачислялись в состав ВМФ.

## Современность
Появление и распространение после Второй мировой войны летательных аппаратов вертикального взлета и посадки различного типа позволило возродить идею авианесущих кораблей, переоборудованных из торговых судов. Подобный проект был включен в план АРАПАХО, предусматривающий переоборудование торговых судов под военные цели в случае войны. Однако в действие он был приведен лишь раз, во время Фолклендской войны, когда англичане переоборудовали контейнеровоз «Атлантик Конвейор» в легкий авианосец для СВВП «Харриер». Этот корабль по ошибке (под действием РЭБ английского флота) атаковала аргентинская ракета «Экзосет» и потопила его, сделав самым большим судном, потерянным после Второй мировой войны, и позволив аргентинцам утверждать, что они потопили авианосец.